# La pluma es más poderosa que la espada

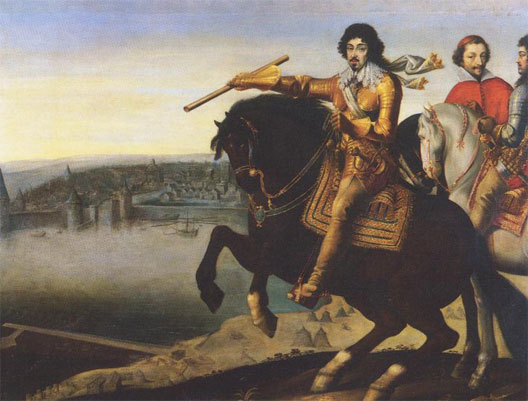
Luis XIII de Francia y el Cardenal Richelieu en el sitio de La Rochelle.

La pluma es más poderosa que la espada es un tópico literario acuñado por el autor inglés Edward Bulwer-Lytton (en inglés: The pen is mightier than the sword), como una metonimia para indicar que hace más daño un escrito bien concebido y dirigido contra un punto débil del adversario, que una estocada.
Se usa habitualmente para referirse a la primacía de los recursos literarios sobre los militares, o de la inteligencia sobre la fuerza (de un modo similar al refrán castellano más vale maña que fuerza). Aunque la forma de expresarla es original, la idea de que la expresión escrita o, en general, cualquier forma de comunicación, sobrepasa en eficacia a la violencia tiene muchos precedentes. La expresión cuarto poder con el que se compara a la prensa con los tres poderes clásicos del Estado comparte gran parte de ese sentido. Forma parte además del tópico literario de las armas y las letras del Renacimiento español.

## La frase en la obra de Bulwer
Aparece en la obra teatral de 1839 Richelieu; Or the Conspiracy. La obra se centra en la figura del Cardenal Richelieu, aunque con grandes "licencias con las fechas y detalles", según el propio autor La frase entera, en el acto II escena II es la siguiente:

True, This! —

Beneath the rule of men entirely great,

The pen is mightier than the sword. Behold

The arch-enchanters wand! — itself a nothing! —

But taking sorcery from the master-hand

To paralyse the Cæsars, and to strike

The loud earth breathless! — Take away the sword —

States can be saved without it!

¡Verdad, Esta! —

Bajo el gobierno de los hombres enteramente grandes,

La pluma es más poderosa que la espada. Observad

La varita de los archi-hechiceros! - En sí misma una nada! —

Pero tomar la brujería de la mano del maestro

Para paralizar los Césares, y golpear

El ruidoso jadeo de la tierra! — Arrojad la espada —

Los Estados pueden ser salvados sin ella!

La obra se estrenó en el Covent Garden de Londres el 7 de marzo de 1839 with William Charles Macready en el papel protagonista. Macready calificó de "inequívoco" el éxito de la noche del estreno; la Reina Victoria asistió a la representación del 14 de marzo.
In 1870, el crítico literario Edward Sherman Gould escribió que Bulwer "tuvo la buena fortuna de hacer lo que pocos hombres pueden esperar hacer: escribir un verso que es probable que viva por siglos [for ages]". En 1888 otro autor, Charles Sharp, temía que la repetición de la frase "pudiera sonar trivial y vulgar", convertida en un lugar común. El Edificio Thomas Jefferson de la Biblioteca del Congreso inaugurado en 1897, decora con esta frase una pared interior (el pasillo sur del segundo piso del pabellón de entrada).

## Predecedentes
The People's Almanac de Irving Wallace y David Wallechinsky lista varios posibles precedentes a la frase de Bulwer.
Según esa fuente, Eurípides habría escrito "La lengua es más poderosa que la espada". No obstante, tal cita no aparece en las obras del trágico griego, aunque tal atribución, posiblemente apócrifa, es muy citada (por ejemplo por Robert Graves en Claudio el Dios y su esposa Mesalina, 1935).
Otras fuentes aducidas son bíblicas, por ejemplo, la Epístola a los Hebreos 4:12  "Porque la palabra de Dios es viva y eficaz, y más cortante que toda espada de dos filos".
Una de las sentencias recogidas de Mahoma es "La tinta del erudito es más santa que la sangre del mártir".
A mediados del siglo XV Eneas Silvio Piccolomini (futuro papa Pío II) se refería a Coluccio Salutati "de cuya pluma decía el duque de Milán que le temía más que a XXX cohortes de la caballería florentina".
En 1529, Antonio de Guevara, en su Reloj de príncipes hacía las siguientes comparaciones: ¡Cuánta diferencia vaya de mojar la péñola de la tinta a teñir la lanza en la sangre, y estar rodeados de libros o estar cargados de armas, de estudiar cómo cada uno ha de vivir o andar a saltear en la guerra para a su prójimo matar!. Thomas North tradujo en 1557 el  Reloj de príncipes al inglés como Diall of Princes. La analogía volvió a aparecer en 1582, en la obra de George Whetstone An Heptameron of Civil Discourses: "El toque de una pluma es más grave que una lanzada"
Abu'l-Fazl ibn Mubarak (m. 1602), secretario personal y visir de Akbar el Grande, dijo de un caballero que había sido elevado a un cargo que "había sido promovido de la pluma a la espada y ocupado su lugar entre los que unen la espada a la pluma, y son maestros tanto de la guerra como de la paz". Syad Muhammad Latif, en su historia de Agra (1896) citaba esta frase del rey Abdullah de Bujará (Abdullah-Khan II, m. 1598): "tengo más miedo de la pluma de Abu'l-Fazl que de la espada de Akbar".
William Shakespeare, en Hamlet (1600) Segundo Acto, escena II, escribió: "... many wearing rapiers are afraid of goosequills" (muchos que llevan estoque temen a las plumas de ganso).
Miguel de Cervantes, en el capítulo XXXVIII de la primera parte de El Quijote (1605) Que trata del curioso discurso que hizo don Quijote de las armas y las letras, plantea el tema, sin decidirse por "la preeminencia de las armas contra las letras, materia que hasta ahora está por averiguar, según son las razones que cada una de su parte alega. Y, entre las que he dicho, dicen las letras que sin ellas no se podrían sustentar las armas, porque la guerra también tiene sus leyes y está sujeta a ellas, y que las leyes caen debajo de lo que son letras y letrados. A esto responden las armas que las leyes no se podrán sustentar sin ellas, porque con las armas se defienden las repúblicas, se conservan los reinos, se guardan las ciudades, se aseguran los caminos, se despejan los mares de cosarios, y, finalmente, si por ellas no fuese, las repúblicas, los reinos, las monarquías, las ciudades, los caminos de mar y tierra estarían sujetos al rigor y a la confusión que trae consigo la guerra el tiempo que dura y tiene licencia de usar de sus privilegios y de sus fuerzas".
Robert Burton, en The Anatomy of Melancholy (1621), escribe: "Es un viejo dicho: un suspiro con una palabra da un golpe más profundo que el de una espada" Tras enumerar varios ejemplos históricos, concluye: "Hinc quam sit calamus saevior ense patet", que traduce como "Según esto, es claro cuánto más cruel puede ser la pluma que la espada" ("From this it is clear how much more cruel the pen may be than the sword").
Thomas Jefferson, el 19 de junio de 1792, envió una carta a Thomas Paine donde decía: "Continúa haciendo con tu pluma lo que en otros tiempos se hacía con la espada"
Napoleón Bonaparte (1769–1821), dijo: "Cuatro periódicos hostiles son más de temer que mil bayonetas".
El Libro de Mormón, publicado en 1830 por Joseph Smith, Jr, incluye este texto: "la palabra tenía una mayor tendencia a llevar la gente a hacer lo que era justo, sí, tuvo un efecto más potente en la mente del pueblo que la espada".
Se ha planteado en comunidades de Internet que una edición de 1571 de Institutio Principis Christiani (Educación del príncipe cristiano, 1516) de Erasmo de Róterdam contenía el texto "no hay espada que deba temerse más que la pluma enseñada" pero este pasaje no aparece en las traducciones modernas y puede tratarse de una simple cita espuria.

## Uso como lema
La frase se ha usado como lema:
- Por el fabricante de plumas de oro Levi Willcutt durante el Railroad Jubilee de Boston, Massachusetts que comenzó el 17 de septiembre de 1852.[28]
- Por Woodrow Wilson, durante su campaña de reelección de 1916, quien usó el eslogan He proved the pen mightier than the sword (Él probó que la pluma...).
- Por la sororidad Alpha Xi Delta.
- En su forma latinizada Calamus Gladio Fortior, por la japonesa Universidad de Keiō.